# Alexandru Saidac
Alexandru Saidac, romunski general, * 20. april 1890, † 14. april 1974.